# 지례중학교 부항분교
지례중학교 부항분교(知禮中學校 釜項分校)는 경상북도 김천시 부항면 사등리에 있었던 공립 중학교이다.

## 학교 연혁
- 1974년 1월 5일: 부항중학교 설립인가
- 1974년 3월 1일: 초대 전수면 교장 취임
- 1974년 10월 1일: 개교 (6학급 인가)
- 1998년 12월 1일: 분교장 인가
- 2014년 3월 1일: 제18대 강동로 교장 취임
- 2016년 2월 4일: 제40회 졸업식 7명 졸업(총졸업생수 2,473명)
- 2016년 3월 2일: 2016학년도 제43회 입학식(4명 입학)
- 2017년 2월 28일: 폐교 및 인근 학교와 기숙형 중학교 지품천중학교로 통합[1], 43년만에 폐업

## 참고 자료
- 지례중학교 부항분교 - 한국교육학술정보원 학교알리미